# Ulrich Wendt (Baubeamter)
Ulrich Karl Johann Wendt (* 21. Februar 1855 in Arup bei Landskrona, Schweden; † 16. Oktober 1936 in Berlin) war ein deutscher Architekt und Baubeamter, der zeitweise Direktor der Reichsdruckerei war.

## Leben
Im Jahr 1879 legte Wendt am Ende seines Studiums im Hochbaufach das erste Staatsexamen ab und begann den Vorbereitungsdienst als Regierungsbauführer (Referendar in der öffentlichen Bauverwaltung). Am 19. April 1882 bestand er das zweite Staatsexamen und wurde zum Regierungsbaumeister (Assessor) ernannt. Danach war er in der Bauverwaltung der Deutschen Reichspost tätig. Als junger Architekt beteiligte er sich mehrfach an Architekturwettbewerben, so etwa 1885 für das Reichsgerichtsgebäude in Leipzig. Am 28. März 1889 wurde er als Postbauinspektor in das technische Baubüro des Reichspostamts versetzt. Ab Juli 1892 arbeitete er im Rang eines Postbaurats bei der Oberpostdirektion Potsdam. Zum 1. April 1896 wurde er als Nachfolger von Carl Busse zweiter Direktor der Reichsdruckerei im Rang eines Geheimen Regierungsrats. Zum 1. Oktober 1902 trat er mit nur 47 Jahren als Geheimer Oberregierungsrat in den Ruhestand.
Danach widmete er sich privaten Studien, so publizierte er 1907 und 1908 mit Kultur und Jagd eine zweibändige Kulturgeschichte der Jagd.
Wendt starb 1936 im Alter von 81 Jahren in seiner Wohnung in Berlin-Charlottenburg.

## Schriften
- Die Technik als Kulturmacht in sozialer und in geistiger Beziehung. Eine Studie. Verlag Georg Reimer, Berlin 1906. (Digitalisat auf archive.org)
- Kultur und Jagd. Ein Birschgang durch die Geschichte.
  - I. Band: Das Mittelalter. Verlag Georg Reimer, Berlin 1907. (Digitalisat auf archive.org)
  - II. Band: Die neuere Zeit. Verlag Georg Reimer, Berlin 1908. (Digitalisat auf archive.org)